# Секашени
Секашени (рум. Secășeni) насеље је у Румунији у округу Караш-Северин у општини Тикваниу Маре. Oпштина се налази на надморској висини од 132 m.

## Прошлост
Аустријски царски ревизор Ерлер је 1774. године констатовао да место припада Карашовском округу, Вршачког дистрикта. Становништво је било претежно влашко.

## Становништво
Према подацима из 2002. године у насељу је живело 397 становника.

### Попис2002.
| Расподела становништва по националности 2002.‍ | Расподела становништва по националности 2002.‍ | Расподела становништва по националности 2002.‍ | Расподела становништва по националности 2002.‍ | Расподела становништва по националности 2002.‍ |
| --------------------------------------------- | --------------------------------------------- | --------------------------------------------- | --------------------------------------------- | --------------------------------------------- |
|                                               |                                               |                                               |                                               |                                               |
| Румуни                                        | Румуни                                        |                                               | 261                                           | 66,6%                                         |
| Роми                                          | Роми                                          |                                               | 131                                           | 33,4%                                         |